# هاري سبينس
هاري سبينس (بالإنجليزية: Harrison Spence)‏ هو لاعب كرة قاعدة أمريكي، ولد في 22 فبراير 1856، وتوفي في 17 مايو 1908 في شيكاغو في الولايات المتحدة.

## وصلات خارجية
- هاري سبينس على موقعبيزبول رفرنس.كوم (الدوري الثانوي) (الإنجليزية)